# 20 złotych wzór 1974 Marceli Nowotko
20 złotych wzór 1974 Marceli Nowotko – moneta dwudziestozłotowa, wprowadzona do obiegu 29 marca 1974 r. zarządzeniem z 22 marca 1974 r. (M.P. z 1974 r. nr 10, poz. 78), wycofana z dniem denominacji z 1 stycznia 1995 roku, rozporządzeniem prezesa Narodowego Banku Polskiego z dnia 18 listopada 1994 (M.P. z 1994 r. nr 61, poz. 541).
Była emitowana w latach 1974–1983. Zaliczana jest do serii tematycznej Wielcy Polacy.

## Awers
W centralnym punkcie umieszczono godło – orła bez korony, poniżej rok bicia, dookoła napis „POLSKA RZECZPOSPOLITA LUDOWA” oraz na dole napis „ZŁ 20 ZŁ”. Na monetach bitych w Warszawie pod łapą orła dodatkowo znajduje się znak mennicy.

## Rewers
Na tej stronie monety znajduje się popiersie Marcelego Nowotki, dookoła napis „MARCELI NOWOTKO 1893 – 1942”.

## Nakład
Monetę bito w mennicach w Warszawie i Kremnicy, w miedzioniklu MN25, na krążku o średnicy 29 mm, masie 10,15 grama, z rantem ząbkowanym, według projektu Stanisławy Wątróbskiej. 
Nakłady monety w poszczególnych latach przedstawiały się następująco:
| Rocznik         | Typ rewersu     | Mennica  | Znak mennicy | Nakład (sztuk) | Uwagi                                                                                  |
| --------------- | --------------- | -------- | ------------ | -------------- | -------------------------------------------------------------------------------------- |
| 20 złotych 1974 | Marceli Nowotko | Warszawa | MW           | 10 000 000     |                                                                                        |
| 20 złotych 1975 | Marceli Nowotko | Kremnica |              | 10 000 000     |                                                                                        |
| 20 złotych 1976 | Marceli Nowotko | Kremnica |              | 20 000 000     |                                                                                        |
| 20 złotych 1976 | Marceli Nowotko | Warszawa | MW           | 30 000 000     | istnieją monety z trzema różniącymi się od siebie położeniami znaku mennicy na awersie |
| 20 złotych 1977 | Marceli Nowotko | Warszawa | MW           | 16 000 000     |                                                                                        |
| 20 złotych 1983 | Marceli Nowotko | Warszawa | MW           | 152 000        |                                                                                        |

## Opis
Według nieoficjalnych informacji cały nakład rocznika 1983 został rozprowadzony między członków Polskiego Towarzystwa Archeologicznego i Numizmatycznego.
W drugiej połowie lat siedemdziesiątych XX w. monetę często fałszowano. Zazwyczaj były to bicia bądź odlewy w miedzi, z nałożoną galwanicznie warstwą niklu, która z biegiem czasu ulegała ścieraniu.

## Wersje próbne
Istnieje wersja tej monety należąca do serii próbnej w niklu (rok 1974) z wypukłym napisem „PRÓBA”, wybita w nakładzie 500 sztuk, oraz wersja próbna technologiczna w miedzioniklu z 1974 roku, w nakładzie 20 sztuk.